# Colonisation écossaise des Amériques

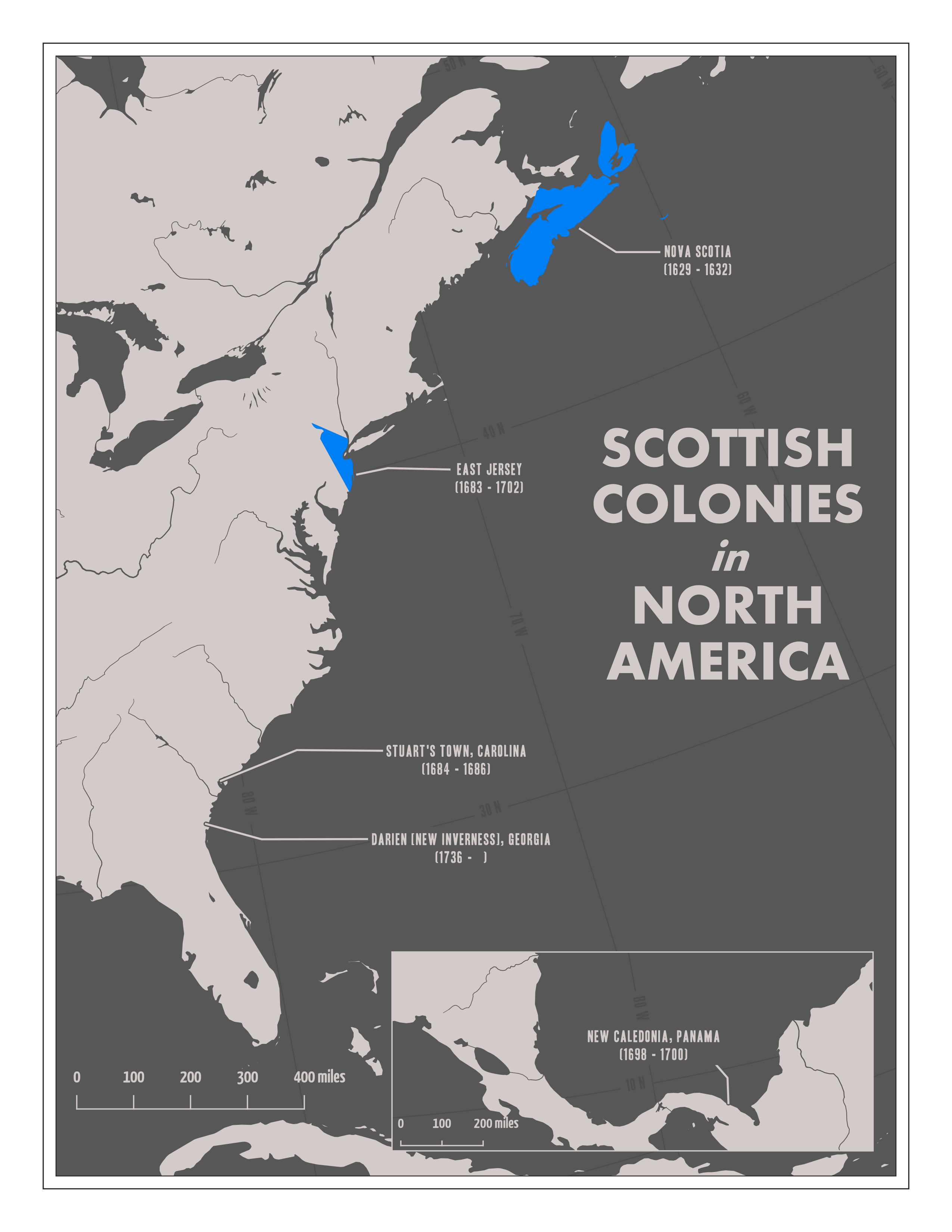
Localisation des territoires écossais en Amérique.

La colonisation écossaise des Amériques consista en un certain nombre d'installations écossaises en Amérique du Nord, d'une colonie à Darién au Panama et de quelques implantations largement ou complètement écossaises établies après les actes d'Union de 1707.

## Nouvelle-Écosse (1621)
Bien que l'on présume que Henry Sinclair, premier comte des Orcades, un noble écossais, ait exploré l'Amérique du Nord au XVe siècle, le premier établissement écossais documenté se trouve en Nouvelle-Écosse en 1621. Le 29 septembre 1621, la charte pour la fondation d'une colonie est donnée par Jacques VI d'Écosse à Sir William Alexander et, en 1622, les premiers colons y partent. Cet établissement échoue et une colonie permanente ne s'établit qu'en 1629. Légalement, la charte de la colonie établit que la Nouvelle-Écosse (définie comme toutes les terres entre la Terre-Neuve et la Nouvelle-Angleterre), faisait partie de l'Écosse. Plus tard, ce fait est utilisé pour contourner les Actes de navigation anglais.
Ayant des difficultés à trouver un nombre suffisant d'émigrants qualifiés, Jacques VI créa un nouvel ordre de baronnet en 1624 : l'admission à cet ordre s'obtenait en envoyant 6 travailleurs manuels ou artisans suffisamment armés, habillés et approvisionnés pour deux ans en Nouvelle-Écosse, ou en payant 3 000 merks à William Alexander. Pendant six mois, personne ne profite de l'occasion, jusqu'à ce que Jacques VI n’astreigne un homme à le faire. En 1627, il y eut plus de titres de baronnet délivrés, et donc plus de colons pour la Nouvelle-Écosse. 
Toutefois, en 1627 la guerre éclata entre la France et l'Angleterre, et les Français rétablirent leur présence au Port Royal, implantée pour la première fois en 1604. Plus tard dans la même année, une force écossaise et anglaise détruisit la colonie et fit partir les Français de force. Le premier établissement écossais au Port Royal fut habité en 1629, mais ne dura pas longtemps. En 1632, sous Charles Ier d'Angleterre, le traité de Saint-Germain-en-Laye fut signé, qui rendait la Nouvelle-Écosse aux Français. Les Écossais sont donc forcés d’abandonner leur petite colonie.

## Cap Breton (1625)
En 1625, Jacques VI rédige une charte pour l'établissement d'une colonie au Cap Breton, Nouvelle Galloway, mais cette terre ne sera pas occupée par les Écossais, probablement dû aux problèmes avec la colonisation de la Nouvelle-Écosse.

## East New Jersey (1683)
Le 23 novembre 1683, Charles II d'Angleterre accorde une charte pour la colonie de New Jersey à 24 propriétaires, dont 12 Écossais. La colonie devait se diviser entre un établissement anglais au West Jersey et un autre, écossais, dans l'East Jersey. Le leader des Écossais était Robert Barclay, quaker éminent et premier gouverneur de l'East Jersey.
Bien que les quakers fussent une force importante, incluant tous les propriétaires de l'East Jersey, la colonie fut promue en tant que projet national et non religieux, en partie en raison de la persécution des quakers dans les années 1660-1670.
Environ 700 Écossais, pour l'essentiel d'Aberdeen et de Montrose, émigrèrent dans l'East Jersey dans les années 1680, dont la moitié en tant qu'engagés. Il y eut encore plus d'émigration à partir de 1685, forcée cette fois, avec l'arrivée des Covenantaires. Ils étaient originellement destinés à devenir engagés, mais la cour les déclara hommes libres parce qu'ils ne se s'étaient pas engagés volontairement. La vitesse de l'émigration écossaise ralentit dans les années 1690 dû à l'opposition de Guillaume II aux propriétaires loyaux à Jacques II : elle s'améliore seulement aux années 1720.
Les premiers émigrants étaient quakers, épiscopaux, et presbytériens ; le Presbytérianisme est devenu la religion dominante dans les années 1730.
Tous les gouverneurs de l'East Jersey, jusqu'en 1697, furent d'origine écossaise, et les Écossais ont conservé une très grande influence sur la politique et le commerce même après 1702, quand les deux Jersey ont fusionné pour ne faire qu'une colonie royale.

## Stuarts Town (1684)
Bien que la Province de Caroline fût une colonie anglaise dans les années 1680, Sir John Cochrane d'Ochiltree (en) (?-1707) et Sir George Campbell (1639-1704) de Cessnock (Glasgow) (en) ont négocié l'achat de deux comtés afin de les faire coloniser par des Écossais. Avec le soutien du comte de Shaftesbury (le leader des propriétaires de Caroline), ces comtés étaient destinés à être un refuge pour les Covenanter, parce que ces Écossais avaient une garantie de liberté de conscience et de contrôle autonome sur leur colonie, qui s'étendait de Charles Town (aujourd'hui Charleston) jusqu'aux terres espagnoles.
En 1684, 148 colons écossais sont arrivés construire sur l'emplacement d'anciens établissements français et espagnols à Port Royal, renommé Stuarts Town.
Une fois installés, il y eut de fréquents conflits avec les Autochtones d'Amérique (Amérindiens) alliés aux Espagnols et avec les Anglais à Charles Town, qui essayaient de revendiquer leur autorité sur les Écossais, ainsi que sur les droits au commerce avec les Amérindiens. Les Écossais lancèrent de fréquents raids contre les Amérindiens alliés aux Espagnols et sur la mission espagnole de Santa Catalina, et armaient et encourageaient les Amérindiens avec lesquels ils commerçaient à attaquer les Espagnols directement. En 1686, les Espagnols se vengèrent en envoyant trois bateaux attaquer Stuarts Town avec 150 hommes  et des alliés amérindiens. Dû à une maladie récente, les Écossais n'avaient que 25 hommes en état de défendre, et la ville tomba. Il n'y eut aucune représailles par les Anglais; ils avaient été avertis par les Propriétaires de ne pas interférer.

## Projet Darién (1695)
Le projet Darién est probablement la plus connue des tentatives coloniales écossaise, mais aussi la plus désastreuse. En 1695, un acte du parlement écossais fonde la The Company of Scotland Trading to Africa and the Indie (Compagnie d'Écosse commerçant avec l'Afrique et les Indes) ; un acte recevant une sanction royale par le roi Guillaume II d'Écosse. Cet acte accorda à la compagnie un monopole de 31 ans pour le commerce avec l'Afrique et l'Asie, l'autorisant à armer et équiper des navires et d'établir des colonies dans les zones inhabitées ou non revendiquées d'Amérique, d'Asie, ou d'Afrique. Ces pouvoirs étaient similaires à ceux de la Compagnie britannique des Indes orientales qui s'opposait à la création d'un rival écossais.

Un capital de 40 000 livres sterling (estimés entre un quart à un tiers de la richesse fiduciaire de l'Écosse) fut levé, en Écosse seulement à cause d'un complot des marchands anglais et du gouvernement anglais qui empêchèrent la vente de parts à Amsterdam et Hambourg comme il était prévu initialement.
En 1698, 2 500 colons écossais, répartis en deux expéditions, partirent fonder une colonie à Darién sur l'isthme de Panama. Ces colons étaient d'anciens soldats, des marins, des marchands, et les plus jeunes fils de l'élite qui reçurent 50 à 150 acres anglo-saxons. 
La colonie était régie par un comité dont le président changeait toutes les deux semaines, empêchant ainsi toute réelle solution aux problèmes rencontrés par les colons.

Parmi ces problèmes, on peut noter un manque de provisions dû à la famine sévissant en Écosse, le manque d'expérience des Écossais en matière de colonisation, les maladies telles que la malaria, le mauvais temps et la proximité des Espagnols qui revendiquaient les terres sur lesquelles les Écossais s'étaient installés. Et pour une colonie installée dans le but de commercer avec des navires passant à la fois dans l'Atlantique et le Pacifique, le choix des marchandises n'était pas adéquat : perruques, chaussures, bibles, vêtements de laine, pipes en terre.
La colonie ne reçut aucune aide de la couronne ou des colonies anglaises des Antilles ou de la Jamaïque malgré la promesse faite dans l'acte de 1695 par Guillaume II d'Écosse (et III d'Angleterre). Les Écossais durent faire face aux assauts espagnols par eux-mêmes. En 1699, ils recrutèrent un capitaine Jamaïquain afin d'attaquer les convois espagnols ; cependant cela eut peu d'effet. Peu de temps après, les Espagnols montèrent une expédition de 500 hommes afin de chasser les Écossais. Cela fut efficace étant donné que beaucoup d'entre eux étaient déjà morts de maladie ou de famine.

## Darien, Géorgie (1735)
Darien était une colonie écossaise dans la province britannique de Géorgie. Elle tire son nom de la tentative échouée de colonie sur l'isthme de Panama. Un autre nom de cette colonie fut New Inverness (Nouvelle Inverness).
Cette colonie fut fondée en janvier 1736 par 177 Écossais des Highlands (hommes, femmes et enfants) recrutés en tant que colons-soldats par le général James Edward Oglethorpe (1696-1785). Ils avaient un double rôle: établir une nouvelle colonie et servir de tampon, protégeant ainsi le reste de la Géorgie des Espagnols installés au sud. Les Écossais établirent rapidement un certain nombre de forts militaires dans la région et après quelques difficultés dans l'agriculture, ils se concentrèrent sur l'élevage et l'abattage des arbres pour survivre.
En 1739, 18 membres de la colonie furent signataire de la première pétition contre l'introduction de l'esclavage en Géorgie en réponse aux habitants de Savannah qui demandèrent la levée de l'interdiction de l'esclavage. La pétition des Highlanders eut quelque succès pendant un certain temps ; l'esclavage ne fut introduit que dix ans plus tard, en 1749.
Malgré les conflits entre les jacobites et les partisans de la maison de Hanovre, la colonie eut un succès relatif, avec l'arrivée des nouveaux colons en 1737 et 1741. Cependant, il y eut de nombreux conflits avec les Espagnols et leurs alliés Indiens. En octobre 1739, les Écossais capturèrent cinq forts espagnols et tentèrent d'assiéger Saint Augustine. Cependant, ils furent défaits à la bataille de Fort Mosa ce qui engendra la mort ou la capture de 51 d'entre eux. Malgré cela, la colonie écossaise de Géorgie continua.